# Arquipélago (Porto Alegre)
Arquipélago é um bairro da cidade brasileira de Porto Alegre, capital do estado do Rio Grande do Sul. Foi criado pela lei nº 2022 de 7 de dezembro de 1959.
O bairro é formado por 16 ilhas integrantes do Delta do Jacuí.

## Histórico[1]
A primeira ocupação das ilhas do Arquipélago, conforme indícios arqueológicos, data do século XVI, e seus primeiros habitantes eram indígenas guaranis.
Segundo os moradores antigos do Arquipélago, no século XVIII as ilhas Saco do Quilombo, Maria Conga (também chamada Ilha do Quilombo e atual Ilha das Flores) e Maria Majolla abrigaram ancestrais escravizados. A presença de quilombo nas ilhas é assunto ainda pendente de estudo aprofundado, porém documentos da Câmara do século XIX comprovam a presença de população negra na ilha em 1810, e dá indícios que sua ocupação seja anterior a esta data.
No início do século XIX, as ilhas abasteciam o centro da cidade com seus produtos, principalmente capim, hortaliças e peixes. Mas, a partir do final deste século, a pesca foi a principal atividade econômica dos ilhéus, até meados de 1970.
Em 1979, o governo do estado institui o Plano Básico do Parque do Delta do Jacuí, com o objetivo de disciplinar a ocupação e evitar a degradação ecológica, e a administração do bairro passou para a Fundação Zoobotânica.

## Características atuais
Por sua proximidade e facilidade de acesso ao Centro da cidade, com o passar do tempo houve significativo aumento populacional, sendo que as ilhas com maior número de habitantes são a Ilha da Pintada, a Ilha Grande dos Marinheiros, a Ilha das Flores e a Ilha do Pavão.
Na Ilha do Pavão localiza-se a sede náutica do Grêmio Náutico União, tradicional clube de Porto Alegre.
Das dezesseis ilhas que compõem o Arquipélago, a Ilha das Garças pertence ao município de Canoas, e a Ilha das Figueiras, ao município de Eldorado do Sul.

## Problemas socioeconômicos
Por muito tempo esquecida por ambas prefeituras de Porto Alegre e Guaíba, a área sofreu muito tempo com o descaso governamental, sendo ilhas ocupadas predominantemente por catadores de lixo e pescadores (com exceção da Ilha do Pavão onde é dividida em dois territórios, um do clube Grêmio Náutico União cuja população permanente é basicamente composta de remadores e funcionários que são remunerados pelo clube desportivo, e a outra metade sendo do grupo de reciclagem.)
Durante muito tempo houve brigas entre as prefeituras de Porto Alegre e região metropolitana para saber quem iria tomar conta das ilhas, tendo em vista que o arquipélago é ligado a varias cidades através de rodovias.
Mesmo com a prefeitura de Porto Alegre assumindo as ilhas, os problemas não pararam, quando os habitantes necessitam visitar algum centro médico é necessário ir até o centro da capital gaúcha para receber este atendimento. Quando o caso é mais urgente, os moradores recebem auxilio do grupo de resgate dos bombeiros militares, que tem sua base no Cais Mauá. Tendo em vista que é mais simples o deslocamento pela agua do que pelo solo em áreas mais isoladas da região.
Em período de cheias, é muito comum alagamentos na região, o que por vezes deixam moradores ilhados, com falta de agua e luz tendo em vista a complexidade da manutenção deste tipo de serviço.
Existem escolas nas ilhas, porem muitas vezes esquecidas pelos órgãos públicos da capital gaúcha são mal tratadas e dificilmente recebem reformas para atualização.  

## Limites atuais
Arquipélago formado pelo conjunto das ilhas do Delta do Jacuí que estão circunscritas em polígono que define os limites do município de Porto Alegre, conforme Decreto-Lei Estadual 720, de 29 de dezembro de 1944, a saber: Ilha do Serafim, Ilha do Lino, Ilha do Lage, Ilha Grande dos Marinheiros, Ilha do Cipriano, Ilha das Flores, Ilha do Oliveira, Ilha do Humaitá, Ilha do Pavão, Ilha da Casa da Pólvora, Ilha do Chico Inglês, Ilha da Pintada, Ilha das Balseiras, Ilha das Pombas e outras que por ventura vierem a se formar conforme a oscilação das águas desse manancial.

## Galeria

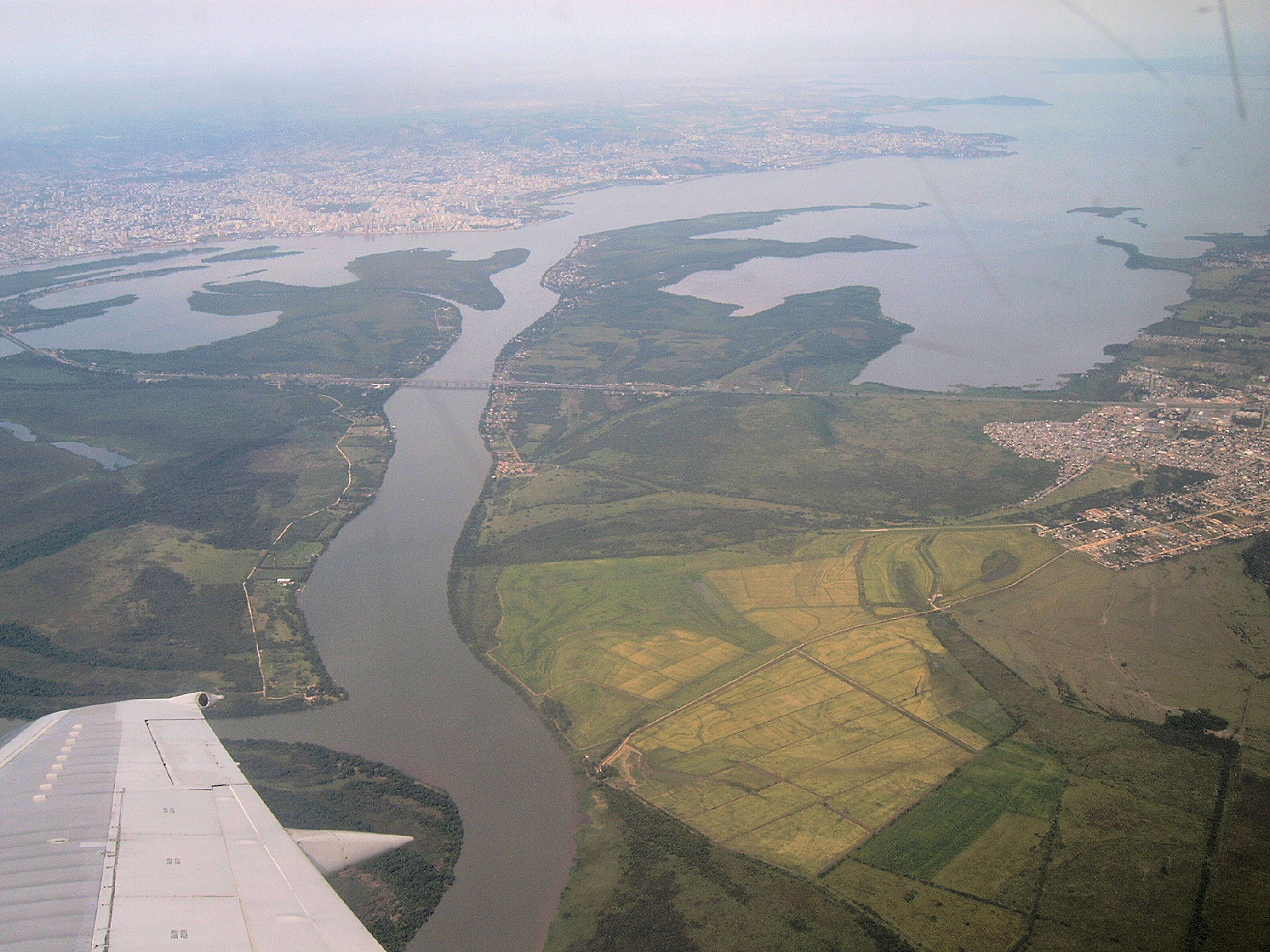
Vista aérea da região das ilhas
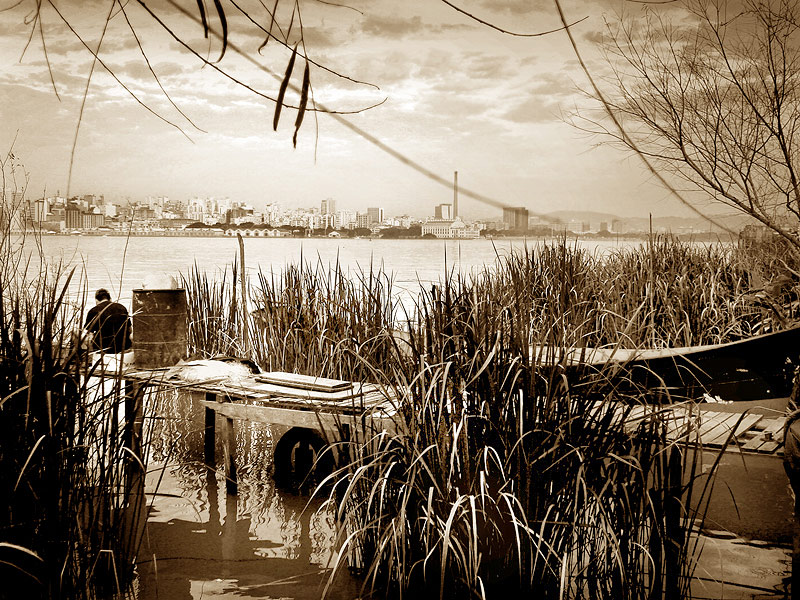
Ilha da Pintada
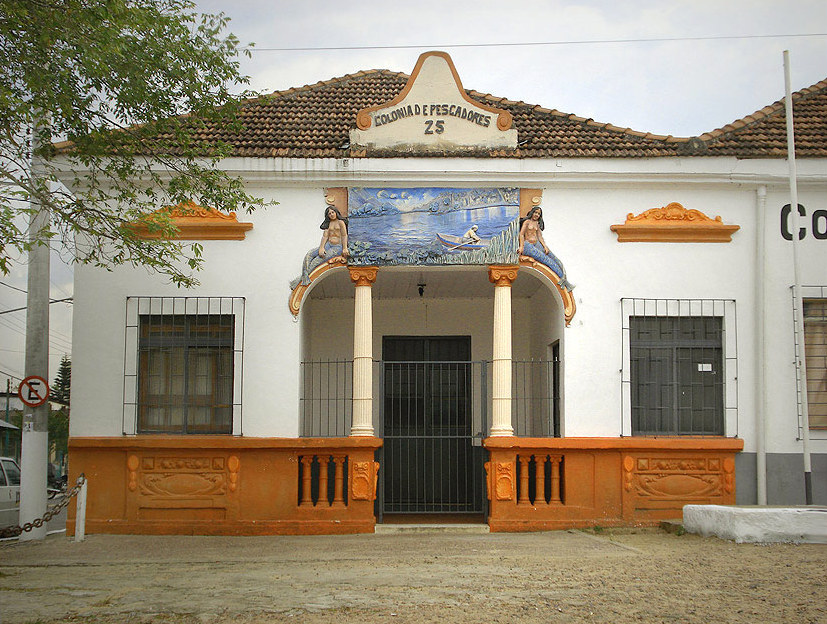
Sede da Colônia de Pescadores na Ilha da Pintada